# Caherconlish
Caherconlish (Cathair Chinn Lis en irlandais) est un village du comté de Limerick en république d'Irlande.
La ville de Caherconlish compte 1 279 habitants.